# Élan béarnais d'Orthez Football
Cet article concerne le club de football. Pour le club de basket-ball, voir Élan béarnais Orthez.
Maillots
Dernière mise à jour : 11 octobre 2023.
L'Élan Béarnais d'Orthez est la section football fondée en 1912 et basée à Orthez, commune du département des Pyrénées-Atlantiques en région Nouvelle-Aquitaine du club omnisports fondé en 1909 sous la présidence de l'abbé Casaubieilh du patronage Saint-Joseph.
Le club est présidé par Xavier Labeyrie et est entraîné par Franck Charles. Son numéro d'affiliation à la FFF est le 506101. L'Élan béarnais a longtemps été le club numéro 2 du département des Pyrénées-Atlantiques en évoluant pendant six saisons de rang en Division 4 de 1985-1986 à 1990-1991. Aujourd'hui, il évolue en Régional 3 et dispute ses matchs à domicile au stade Préville d'Orthez.

## Histoire

### Genèse du club
L’Élan béarnais est une association omnisport, créé le 13 décembre 1908 à Orthez, dont le but est de « développer par l’emploi rationnel de la gymnastique, du tir et des sports, les forces physiques et morales des jeunes gens, de préparer au pays des hommes robustes, de vaillants soldats, et de créer entre tous les membres des liens d’amitié et de solidarité » . Le siège est situé au 4 rue Bourg-Vieux.
Ces desseins essentiellement patriotiques sont inspirés par l’atmosphère de revanche qui règne en France après la défaite de 1870. L’Élan est placé sous l’obédience du « patronage Saint-Joseph », fondé en 1869.
Ce patronage avait pour mission première de rechristianiser et d’encadrer la jeunesse orthézienne à travers des activités sportives et culturelles.
La fanfare et la gymnastique sont les premières activités proposées par l’Élan qui dès sa création s’affilie à la Fédération Gymnastique et sportive des patronages de France. D’autres activités verront le jour, comme le théâtre, le rugby, l’athlétisme, le tir, la pelote basque, le basket et bien sûr le football dès 1912.
Une rivalité opposa durant des années les deux clubs. Mais depuis la fin du XXe siècle, les rivalités entre catholiques et laïcs se sont estompées et les barrières sont petit à petit tombées.

### Fondation de la section football en 1912
La pratique du football se confirme en 1912, avec la création de la section football. L'Élan béarnais connait des débuts laborieux et la Première Guerre mondiale vient interrompre les activités football. Le premier match de l'histoire de l'Elan voit une victoire face à l'Avenir bironnais. Pendant la Première Guerre mondiale, c'est toute l’activité du patronage qui est restreinte : théâtre et gymnastique seulement, pour les plus jeunes.

### Entre-deux-guerres
Alors que beaucoup de patronages n’ont pas repris leurs activités après la guerre, l’Élan Béarnais maintient et conforte ses fonctions.
Ainsi, une équipe de football voit le jour dès la fin de la guerre en 1919, composée de poilus.
La pratique du football à l’EIan Béarnais est l'une des activités du Patronage Orthézien, et les débuts sont modestes pour les joueurs du champ de la route de Biron, de la Moutète ou même de la place St-Pierre. L'Élan béarnais comptait plus de défaites que de victoires, mais le moral était bon. L'équipe apprend peu à peu de ses revers et progresse. En 1925, l'Elan Béarnais est champion de l'« Union Pyrénéenne » en 2e série. Le club est alors en promu en Première Série, et affronte les équipes paloises de l'Association Bourbaki, de la Jeanne d'Arc Le Béarn ou de l'Union jurançonnaise.
La saison 1926 fut celle de l'adaptation à ce niveau, ponctuée de défaites cuisantes. La saison de 1927 vit l'Elan Béarnais quiter sa place de lanterne rouge du championnat. Entre-temps, de jeunes gens du patronage revenaient du service militaire et rechaussaient les crampons. Ainsi, en 1928, l’Elan possède désormais une équipe avec laquelle il faut compter et décroche ex-œquo la deuxième place en championnat avec la JAB de Pau, derrière Bourbaki. Dans le championnat du District Landes-Pyrénées, les Orthéziens emportent le challenge des équipes réserves et la superbe coupe offerte par M. Milliès-Lacroix grâce à une visctoire sur la réserve du Stade Montois.

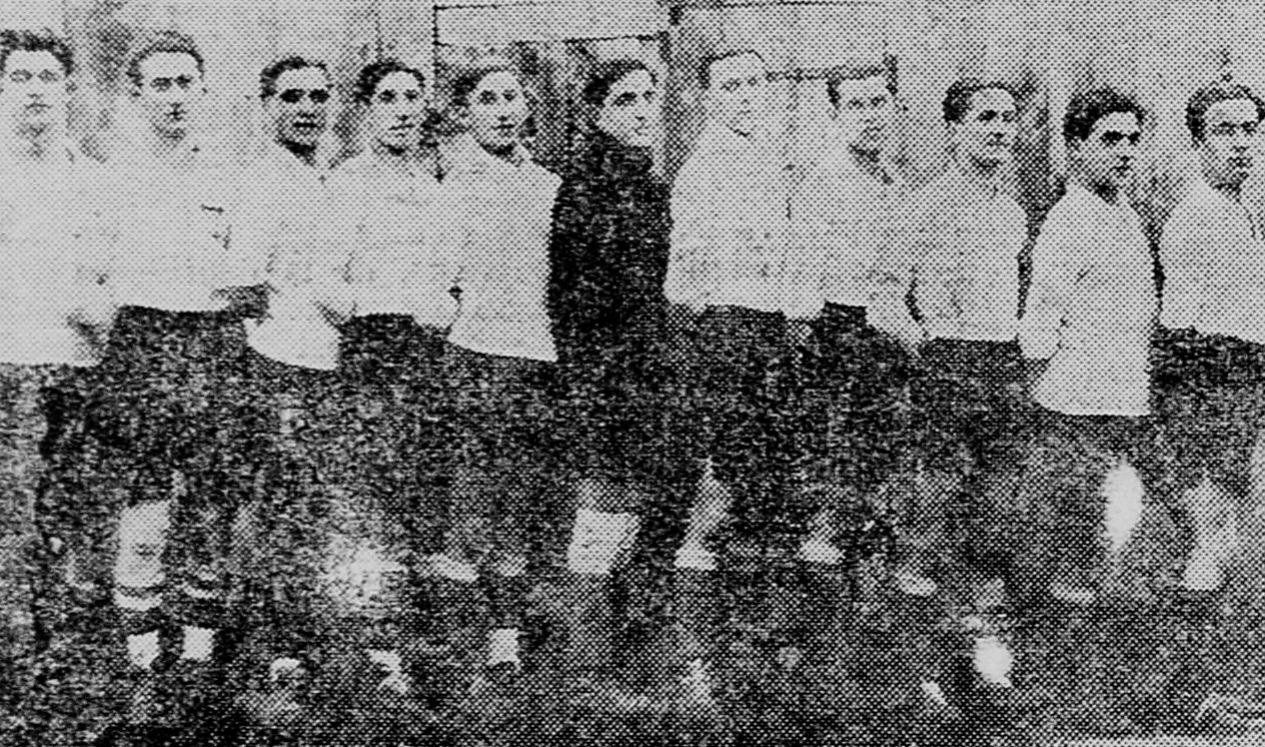
Elan Béarnais d'Orthez en 1930. De gauche à droite: Labarthe, Destandau, Sarralh - II, Poeydomange, Bordenave, Scipion, Sarralh-I, Séris, Page (cap.), Duplaà, Béoutis.

Le début de la saison 1929-1930 est assez difficile et l’EIan s'incline face au FA Bourbaki en championnat de « Union Pyrénéenne », défaite qui lui coûte la place de premier dans le classement final.
Cette saison là, le club dispute pour la première fois la  Coupe de France des patronages.
Désormais, à côté de l’Union Sportive Orthézienne dont la réputation est grand dans le monde du rugby à XV, l’Elan Béarnais représente dignement les couleurs d'Orthez et c'est sa section football qui devient d’ailleurs la locomotive du club au début des années 1930.

L’apparition de nouvelles modes sportives est une occasion pour atteindre les jeunes et augmenter les membres de l’association comme avec l’arrivée du basket-ball en 1931, pratiqué dans la halle du Marché couvert à la Moutète.

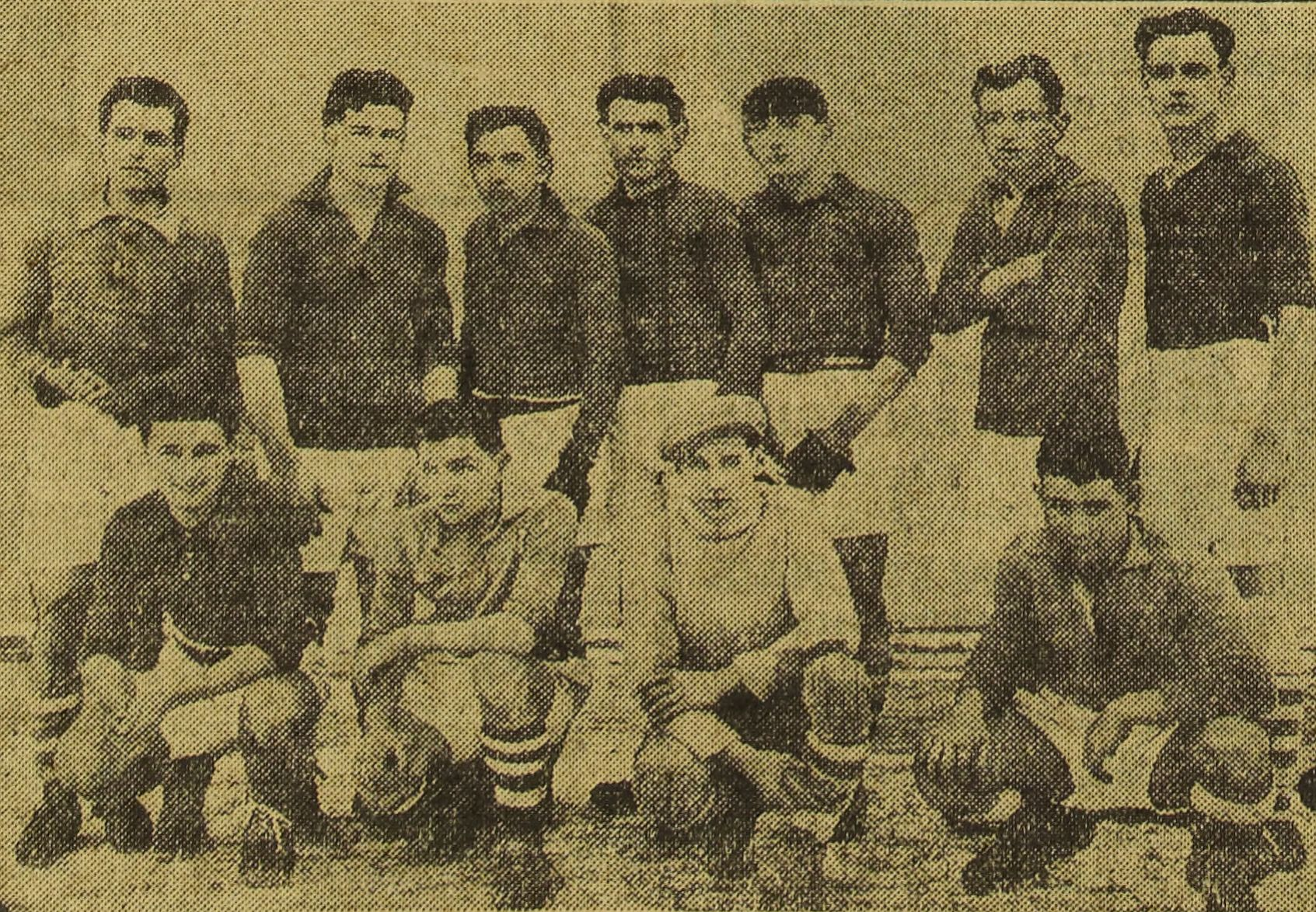
JO Le Creusot en 1932

L'Élan béarnais atteint la finale de la Coupe de France des patronages en 1932, après avoir éliminé Rhône Sportif Terraux,. La finale fut perdue 4 à 0 face à la « Jeunesse Ouvrière du Creusot » au Stade Élisabeth,. La jeune équipe d'Orthez avait disputé la finale avec un maillot blanc. 
Composition de l'Elan Béarnais:
Gardien: Scipion
Arrières : Caze, René
Demis: Lastes, Page, H. Sarrail

Avants: Gerton, Nolibos, TauzÍa (cap.), Deslandau et G.Sarrail
41 équipes, champions régionaux, étaient engagées dans cette compétition et l'Elan avait battu le détenteur du titre, le Rhône-Sportif en demi-finale.
Les Orthéziens avaient battu les voisins du FA Bourbaki de Pau sur le score de 2 à 1 sur le terrain d'Oloron, afin d'accéder à la Coupe Nationale.
Durant cette même année 1932, les orthéziens disputent leur première rencontre internationale au stade Victor Darracq, en affrontant le CD Roca, club des voisins basques de Irun. Le CD Roca, s'impose 5 buts à 3, deviendra plus tard l'équipe B de la Real Unión Club d'Irun qui évolue en première division pendant 4 saisons, de 1929 à 1932, après la Guerre d'Espagne,.
La saison suivante, en octobre 1933 le club affronte les professionnels du Club Deportivo Espagnol Bordeaux au troisième tour de la Coupe de France, pour une défaite sur le score de 6 à 0.
Durant cette même saison 1932-1933, l'Elan décroche son premier titre de champion de l'Union Pyrénéenne, en s'imposant face aux voisins du FA Bourbaki.
En 1934, l'Elan participe pour la première fois à la Coupe de France.
Le club décroche le titre de Champion du Sud-ouest contre l’Aviron bayonnais FC en 1937.
En 1938, le club bat le porte-drapeau du football du Sud-Ouest en Coupe de France de football 1938-1939 le FC Mont-de-Marsan sur le score de 5 à 0,.
En 32èmes de finale, les Orthéziens affronte l'AS Cannes. Cannes est alors un club professionnel, évoluant en Championnat de France de football 1938-1939 depuis 7 saison, et l'Elan Béarnais perd ce match sur le score de 8 à 0.
En 1939, la déclaration de guerre sonne un coup d’arrêt dans l’association.

### Libération
Le club omnisports rayonne de nouveau dans les années après-guerre : augmentation du nombre de membres et création d'une équipe féminine.
Lors de la saison 1953-1954, l'Élan béarnais est champion de Promotion d'honneur et est promu en Division d'honneur de la Ligue du Sud-Ouest, division dans laquelle le club côtoie les voisins du FA Bourbaki de Pau et des Bleuets de Notre-Dame de Pau, futur Pau FC.
L'Elan Béarnais affronte les Girondins de Bordeaux, évoluant alors en Deuxième division lors de la Coupe de France de football 1956-1957.
En 1972, le club dispute la finale coupe du Sud-ouest et perd contre l'Aviron bayonnais 1 à 0.
Lors de la saison 1977, l’Élan béarnais Orthez atteint les 32e de finale  de la Coupe de France 1976-1977 face au club de division 1 SM Caen et s'incline par 3 à 1 au stade municipal de l'Argenté de Mont-de-Marsan.
En 1983, le club est vainqueur de la coupe d'Aquitaine et de la coupe des Pyrénées.

### Âge d'or
La fin des années 1980 et le début des années 1990 marque le début de l'âge d'or de l'Elan Béarnais, qui atteint la plus haute division nationale amateur.
Le club remporte tout d'abord la Coupe d'Aquitaine au stade de l’Argenté face au FC Libourne (2-1) en 1983.
Deux ans plus tard, lors de la saison 1984-1985, l'Elan Béarnais remporte la Division d'honneur du Sud-Ouest, et accède ainsi au championnat de France de Division 4 1985-1986. À cette époque, l'Elan Béarnais est donc le second club des Pyrénées-Atlantiques à évoluer dans les divisions nationales amateur, derrière le FC Pau évoluant en D3 mais devant Division 3 - Groupe Centre-Ouest. En effet, aucun des clubs basques (Arin luzien,Aviron bayonnais Football Club ou Les Genêts d'Anglet) n'évoluent dans les divisions nationales.
En 1985, Orthez est une ville de 12 000 habitants, comptant deux clubs en première division, avec l'Union sportive Orthez en rugby à XV et l'Élan béarnais Orthez en Basket-Ball.
Le football vient donc compléter l'offre sportive avec une accession en Division 4.
Le club orthézien se maintient à ce niveau durant cinq saisons consécutives, avant d'être relégué lors de l'édition 1990-1991 du championnat de France de Division 4.

### De nos jours
Au début de la saison 2017-2018, le club axe son recrutement sur des jeunes prometteurs du rival du Pau FC : Thomas Romero, Mathieu Legru et Alexis Beaume.
Le club évolue aujourd’hui en Régional 1, après avoir manqué de peu montée en National 3 à l'issue de la saison 2017-2018. Le club atteint la finale de la Coupe d'Aquitaine, de nouveau au stade de l’Argenté où l'Élan Béarnais Orthez Football avait battu le FC Libourne sur le score de 2-1 pour son sacre de 1983.
En 2018-2019, Thomas Romero, meilleur buteur du club, signe au Stade montois.
En 2021, le club évolue toujours en R1 et souhaite se doter d'une pelouse synthétique. Deux ans plus tard, l'Elan évolue désormais en R3.

## Image

### Couleurs du club
La section football reprend les couleurs du club omnisports qui sont le vert et le blanc.

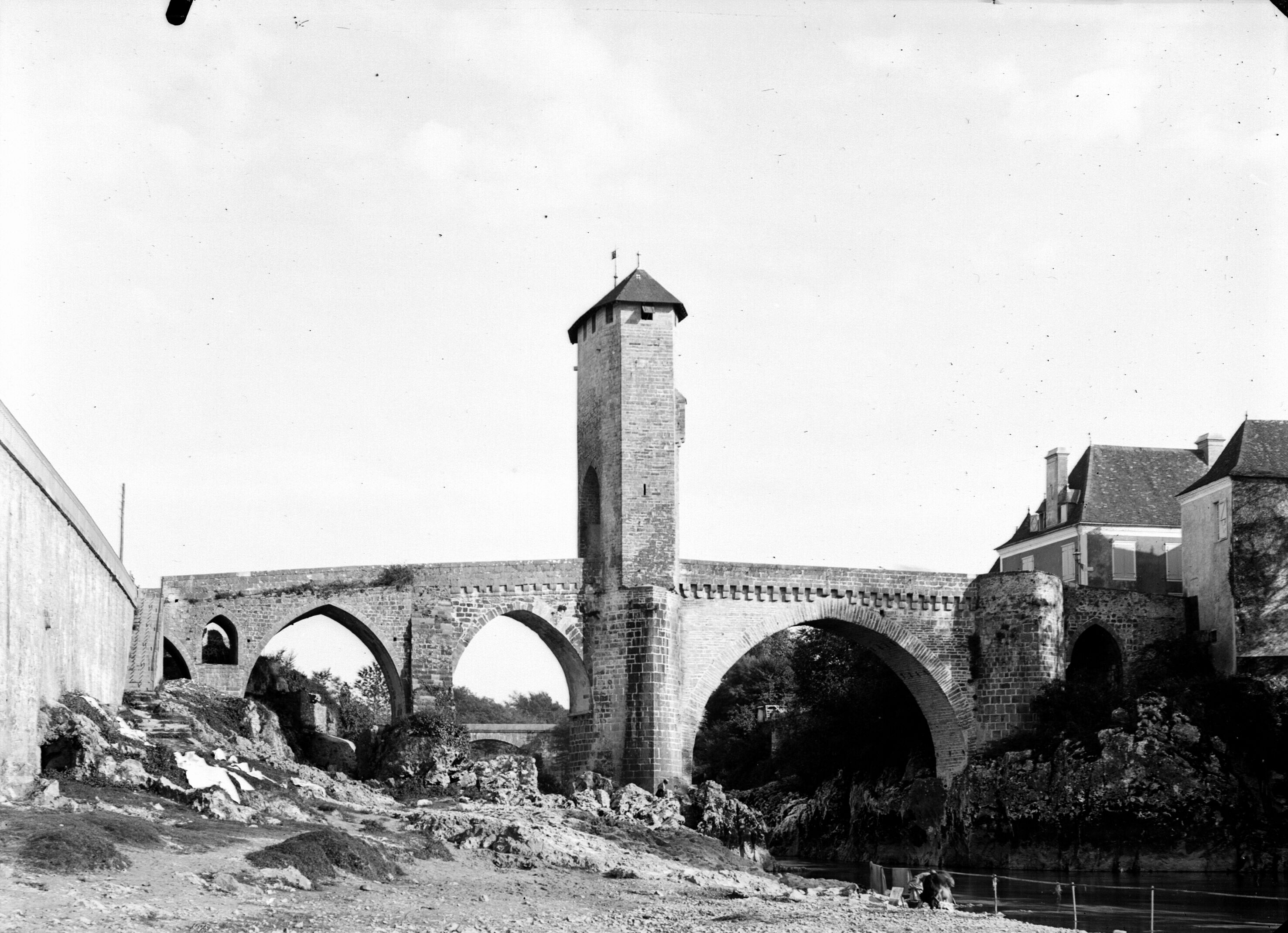
Pont Vieux d'Orthez.

Le logo reprend le Pont Vieux d'Orthez, dont la construction fut décidée par Gaston VII de Béarn, au moment où il fait d'Orthez la capitale du Béarn.

## Personnalités du club

### Historique des présidents
Le premier président de l'Élan béarnais a été l'abbé Casaubieilh. Le club a longtemps été présidé par l'emblématique Victor Darracq, qui a donné son nom au tout premier stade de football d'Orthez. L'Élan béarnais est aujourd'hui présidé par Xavier Labeyrie, qui a succédé à Jean-Jacques Montagut.

### Historique des entraîneurs
L'Élan béarnais est entraîné par Benoît Hilaire.

### Anciens joueurs
- Julien Poueys
- Massamba Sambou

## Palmarès
- Champion de Division Honneur de Ligue d'Aquitaine :1985[38].

## Infrastructures

### Stade Victor Darracq
Le stade historique de l'Elan Béarnais Orthez Football était le stade Victor Darracq, parfois appelé « stade de la route de Dax » ,,. L'inauguration de ce stade eu lieu le 6 novembre 1927,. Le match inaugural est disputé à l'occasion d'un match de 1e série de l'Union Pyrénéenne disputé face à l'Alerte de Castetarbe, champion en titre de 2e série, pour un derby orthézien remporté 4 à 0, en présence du président Henri Terré.
Le stade est nommé en l'honneur de Victor Darracq, ancien président du patronage de l'Elan Béarnais, tombé au champ d'honneur pendant la Première Guerre mondiale,.
Le stade est ensuite équipé de tribunes en bois couvertes en 1929, et ce bail au stade Darracq coïncida avec l'engagement pour la première fois à la « Coupe des Patros » dans laquelle Orthez débuta par deux victoires sensationnelles sur les Enfants de France de Bergerac et les Coqs Rouges de Bordeaux .
Le stade est ensuite acquis par la mairie le 25 octobre 1975 en vue de créer des espaces verts.

### Stade Préville
L'Elan Béarnais Orthez Football évolue depuis le milieu des années 1970 au stade Préville, situé à proximité du château de Préville et des Arènes d'Orthez, accessible par le Pont Vieux d'Orthez. Le complexe comporte 2 terrains de football à 11.